# Symphyogyna hochstetteri
Symphyogyna hochstetteri là một loài rêu trong họ Pallaviciniaceae. Loài này được Nees & Mont. mô tả khoa học đầu tiên năm 1835.